# クリスマスとよばれた男の子
『クリスマスとよばれた男の子』（原題：A Boy Called Christmas）は、オル・パーカーとギル・キーナンが脚本を担当し、ギル・ケナンが監督を務めるイギリスのクリスマスファンタジー映画。原作は、マット・ヘイグによる2015年の同名児童書。
本作は、2021年11月にスタジオカナルによってイギリス、オーストラリア、ニュージーランド、フランス、ドイツ、中国での公開が予定されているが、その他の地域ではNetflixで配信される予定。

## 概要
ファーザー・クリスマスの物語を再構築したもので、ニコラスは父を探して雪に覆われた白い北の地へと旅立つ少年である。

## キャスト
※括弧内は日本語吹替。
- ニコラス - ヘンリー・ローフル（室伏佑哉）
- ファザーヴォデル - ジム・ブロードベント（森功至）
- 真実のピクシー - ゾーイ・コレッティ（宮本侑芽）
- マザーサムシング - サリー・ホーキンス（深見梨加）
- ジョエル - ミキール・ハースマン（加瀬康之）
- ファザートポ - トビー・ジョーンズ（魚建）
- ルースおばさん - マギー・スミス（一城みゆ希）
- アンダース - ルーン・タムティ（関口雄吾）
- リトルヌーシュ - インディカ・ワトソン（蒼井由奈）
- カルロッタおばさん - クリステン・ウィグ（加藤有生子）
- ミイカ・ザ・マウス - （声）スティーヴン・マーチャント（落合弘治）
- リトルキップ - リシ・クッパ
- アンドレア - イザベル・オサリヴァン（木村日翠）
- パトリック - エデン・ローレンス（松本惣己）
- モップ - アヨミデ・ガーリック（藤野蒼生）
- マット - ジョエル・フライ（細川祥央）

日本語吹替その他出演：小林さとみ、辻田啓一、三井好美、宇田川紫衣那、谷内健、陸田由貴、井川康平
日本語版制作スタッフ　演出：青木正俊、翻訳：西飯仁徳、調整：辻誠、制作：IMAGICAエンタテインメントメディアサービス

## 製作
2016年5月にBlueprint Pictures社とスタジオカナル社による映画化の契約が完了した。オル・パーカーが脚本を担当することになった。
2019年4月、ギル・キーナンが監督を務めることが明らかになり、ジム・ブロードベント、サリー・ホーキンス、マギー・スミス、クリステン・ウィグらがキャストに名を連ねた。撮影は同月に開始され、フィンランドのラップランド、チェコ共和国、スロバキア、ロンドンでの制作が予定されている 。

## 書籍
- クリスマスとよばれた男の子 A Boy Called Christmas ( 2015年 /  2016年12月 西村書店 杉本詠美訳 ISBN 9784890139774）[6]